# جارد بيدويل
جارد بيدويل (بالإنجليزية: Jarred Bidwell)‏ هو مجدف أسترالي، ولد في 13 يوليو 1987 في هاميلتون في أستراليا.

## وصلات خارجية
- جارد بيدويل على موقع الاتحاد الدولي للتجديف (الإنجليزية)